# Rolf Wolfshohl
Rolf Wolfshohl, né le 27 décembre 1938 à Cologne et mort le 18 septembre 2024, est un coureur cycliste allemand, professionnel entre 1960 et 1973.
Durant sa carrière, il est  un très bon spécialiste du cyclo-cross, dont il est triple champion du monde (1960, 1961 et 1963), mais aussi un très bon coureur routier. Il a notamment remporté deux étapes du Tour de France, fini vainqueur du Tour d'Espagne en 1965 et de Paris-Nice en 1968.

## Biographie

### Carrière
Rolf Wolfshohl remporte le championnat national de cyclo-cross et celui de cyclisme sur route chez les juniors en 1956. Le 20 septembre 1959, il passe chez les professionnels, une catégorie dans laquelle il obtient en cyclo-cross quatorze titres nationaux et un record de douze médailles mondiales, dont trois titres. 
Dans le même temps, il décide de se tester en participant à des compétitions sur route et en 1959, il réussit à gagner une course : le Tour du Limbourg. Il termine également troisième du Rund um Dortmund. 
Déjà considéré comme un élément clé de la sélection allemande de cyclo-cross, il est également sélectionné à douze reprises pour participer aux championnats du monde sur route. Il obtient en 1962 son meilleur résultat, lorsqu'il termine quatrième au pied du podium. 
Il commence à se mettre en évidence comme un coureur spécialiste des courses par étapes en 1960, quand il termine quatrième du Tour d'Allemagne, avec plusieurs tops dix dans les différentes étapes. L'année suivante, il se classe quatrième du Critérium du Dauphiné libéré. 
Rolf Wolfshohl se révèle au grand public lors de la saison sur route 1962 au sein de l'équipe Gitane-Leroux. Il termine troisième au début de la saison de Paris-Nice et remporte par la suite  le Week-end ardennais. Durant cette période, le Week-end ardennais est un classement par points établi sur les résultats des deux classiques belges : la Flèche wallonne et Liège-Bastogne-Liège. Wolfshohl termine respectivement septième et deuxième des deux courses. À Liège, il est seulement battu par Jef Planckaert. Au cours de la saison, il s'adjuge le Grand Prix d'Eibar (devenue par la suite Bicyclette basque), ainsi que deux étapes et se classe treizième du  Critérium du Dauphiné Libéré. Il participe au premier de ses six Tour de France, où il termine quinzième. Il obtient notamment une troisième place lors de la quatrième étape. 
En 1963 chez Peugeot, il remporte plusieurs courses, à la fois sur route et en cyclo-cross, mais il ne confirme pas sur les courses par étapes. Il termine deuxième de son championnat national, où il est battu par Sigi Renz et deuxième de Milan-San Remo, devancé au sprint par le Français Joseph Groussard. 
Après une saison blanche en 1964, il réapparaît en 1965 au sein de l'équipe Mercier. En début de saison, il se classe quatrième de Milan-San Remo. Il obtient sa plus grande victoire sur route, en remportant le classement général du Tour d'Espagne. Engagé comme équipier de Raymond Poulidor, il endosse le maillot de leader à l'issue de la huitième étape. Il le conserve finalement jusqu'au bout de la course et s'impose avec plus de six minutes d'avance sur son coéquipier et tenant du titre. 
En 1966, il accumule plusieurs places d'honneur, terminant notamment cinquième de Bordeaux-Paris et huitième de la Flèche Wallonne, mais sans résultats probants sur les courses par étapes, à l'exception d'une deuxième place sur le Tour de Belgique. Il rejoint l'équipe Bic en 1967. Après avoir terminé troisième de Paris-Nice, il remporte une étape du Tour d'Espagne et une du Tour de France. 

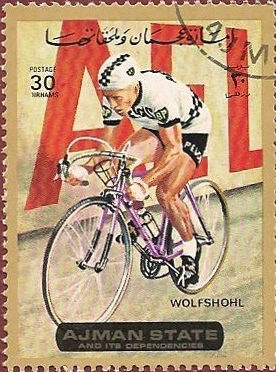
Wolfshohl sur un timbre-poste de Émirats arabes unis de 1972

En 1968, il retrouve son meilleur niveau. Il gagne Paris-Nice et devient pour la première fois champion d'Allemagne sur route. Il termine dixième du Tour de Luxembourg et arrive sur le Tour de France avec une bonne condition. Lors de la seizième étape, il est devancé par Franco Bitossi, mais il endosse le maillot jaune de leader, qu'il perd le lendemain en raison d'une chute. Il réussit à terminer ce Tour à la sixième place au classement général, terminant à sept reprises dans les dix premiers d'étapes. 
 
Pour sa dernière saison chez Bic, en 1969, il prend la huitième place du Tour d'Espagne et de Paris-Nice. L'année suivante, avec l'équipe Fagor, il se classe sixième de Milan-San Remo et remporte une étape du Tour de France. Il participe également aux championnats du monde sur route qu'il termine douzième. En 1972, il obtient ses derniers bons résultats, avec une cinquième place à Milan-San Remo, une sixième place au Circuit Het Volk, ainsi que quelques top 10 dans des étapes du Tour de France et des victoires sur des critériums. 

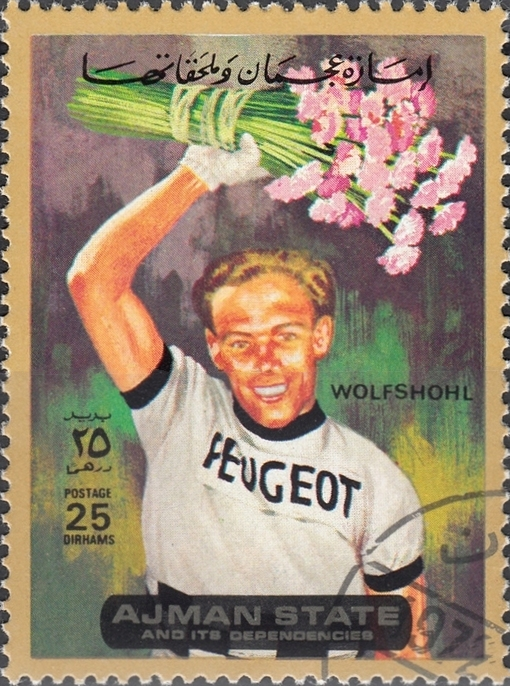
Wolfshohl sur un timbre-poste de l'Émirat d'Ajman de 1972

Il prend sa retraite lors de la saison 1973 avec un total de 140 victoires obtenues sur route et en cyclo-cross.

### L'après carrière
Il travaille comme directeur sportif durant deux saisons au sein de l'équipe Rokado.
Par la suite, Wolfshohl exploite avec son épouse, un magasin de vélo et un atelier de la marque rowona. Le premier magasin était basé à Cologne-Rath et est maintenant situé à Cologne-Neubrück au sein du club de cyclisme RSC le loup, club formateur de jeunes. Le club porte le nom de son fondateur et président Rolf Wolfshohl (Wolf signifie loup en allemand). Les Français n'arrivant pas à prononcer le nom correctement, Rolf Wolfshohl décide de le nommer "Le Loup" à sa création. 

### Famille
Son fils Rolf-Dieter (né en 1960) est également coureur cycliste. Pendant les championnats d'Allemagne 1984, il tombe lourdement lors d'une chute massive et se brise une vertèbre cervicale. Il est, depuis cette chute, paralysé à partir du cou et décède le 13 novembre 2011.

## Palmarès sur route

### Palmarès amateur
- 1956
  -  Champion d'Allemagne sur route juniors
- 1958
  - G.P Gründig
  - Schwalbe Preis

### Palmarès professionnel
| - 1959 - Tour du Limbourg - 1960 - 2e des Trois Jours d'Anvers - 1961 - 4e des Quatre Jours de Dunkerque - 4e du Critérium du Dauphiné libéré - 5e de la Flèche wallonne - 1962 - Grand Prix d'Eibar : - Classement général - 3ea et 4eb étapes - 4eb étape du Tour du Sud-Est - Week-end ardennais - Classement général du Tour de l'Aude - 6ea étape du Critérium du Dauphiné libéré - Grand Prix d'Orchies - 2e du Grand Prix Stan Ockers - 2e de Liège-Bastogne-Liège - 3e de Paris-Nice - 4e du championnat du monde sur route - 7e de la Flèche wallonne - 1963 - 7e étape de Paris-Nice - Roue d'Or (avec Tom Simpson) - Grand Prix du Parisien (contre-la-montre par équipes) - 2e de Milan-San Remo - 2e du championnat d'Allemagne sur route - 6e de Paris-Tours - 9e du Super Prestige Pernod - 1965 - Classement général du Tour d'Espagne - 4e de Milan-San Remo | - 1966 - 5ea étape des Quatre Jours de Dunkerque - 2e du Tour de Belgique - 3e du Tour de Wallonie - 5e de Bordeaux-Paris - 8e de la Flèche wallonne - 1967 - 15ea étape du Tour d'Espagne - 15e étape du Tour de France - 3e de Paris-Nice - 4e de Paris-Luxembourg - 1968 - Champion d'Allemagne sur route - Classement général du Paris-Nice - 2e de Het Volk - 2e du Grand Prix d'Orchies - 3e de Bordeaux-Paris - 6e du Tour de France - 8e du Super Prestige Pernod - 1969 - 6e du Tour d'Espagne - 8e de Paris-Nice - 10e du championnat du monde sur route - 1970 - 20ea étape du Tour de France - 3e du championnat d'Allemagne de la montagne - 3e du Circuit des genêts verts - 6e de Milan-San Remo - 10e du Grand Prix du Midi Libre - 1972 - 5e de Milan-San Remo |  |

### Résultats sur les grands tours

#### Tour de France
9 participations
- 1962 : 15e
- 1963 : abandon (4e étape)
- 1965 : abandon (10e étape)
- 1966 : 39e
- 1967 : 31e, vainqueur de la 15e étape (a)
- 1968 : 6e,  maillot jaune pendant 2 jours
- 1970 : 37e, vainqueur de la 20e étape (a)
- 1971 : 71e
- 1972 : 24e

#### Tour d'Espagne
5 participations
- 1965 :  Vainqueur du classement général,  maillot or pendant 12 jours
- 1967 : 15e, vainqueur de la 15e étape
- 1969 : 6e
- 1970 : non-partant (9e étape)
- 1971 : 20e

## Palmarès en cyclo-cross
| - 1956-1957 - 2e du championnat d'Allemagne de cyclo-cross - 7e du championnat du monde de cyclo-cross - 1957-1958 - Champion d'Allemagne de cyclo-cross - Cyclo-cross de Dommeldange - Médaillé de bronze du championnat du monde de cyclo-cross - 1958-1959 - Champion d'Allemagne de cyclo-cross - Cyclo-cross d'Ettelbruck - Médaillé d'argent du championnat du monde de cyclo-cross - 1959-1960 - Champion du monde de cyclo-cross - Champion d'Allemagne de cyclo-cross - Cyclo-cross de Harelbeke - Cyclo-cross de Mazé - Grand Prix Martini - Cyclo-cross de Cologne - 1960-1961 - Champion du monde de cyclo-cross - Champion d'Allemagne de cyclo-cross - Noordzeecross, Middelkerke - Cyclo-cross de Malines - 1961-1962 - Champion d'Allemagne de cyclo-cross - Cyclo-cross de Harelbeke - Noordzeecross, Middelkerke - Cyclo-cross de Giussano - 1962-1963 - Champion du monde de cyclo-cross - Champion d'Allemagne de cyclo-cross - Cyclo-cross d'Orchies - 1964-1965 - Champion d'Allemagne de cyclo-cross - Cyclo-cross de Dinnigen - Cyclo-cross de Mazé - Cyclo-cross de Conflans-Sainte-Honorine - Cyclo-cross de Binnigen - Schulteiss-Cup - Médaillé d'argent du championnat du monde de cyclo-cross - 1965-1966 - Champion d'Allemagne de cyclo-cross - Cyclo-cross de Niel (contre-la-montre) - Cyclo-cross de Kleineichen - Médaillé de bronze du championnat du monde de cyclo-cross | - 1966-1967 - Champion d'Allemagne de cyclo-cross - Cyclo-cross de Chanteloup - Cyclo-cross de Laarne - Médaillé d'argent du championnat du monde de cyclo-cross - 1967-1968 - Champion d'Allemagne de cyclo-cross - Schulteiss-Cup - Cyclo-cross de Chanteloup - Cyclo-cross de Kleineichen - Cyclo-cross de Binningen - 1968-1969 - Champion d'Allemagne de cyclo-cross - Médaillé d'argent du championnat du monde de cyclo-cross - 1969-1970 - Champion d'Allemagne de cyclo-cross - Médaillé de bronze du championnat du monde de cyclo-cross - 1970-1971 - Cyclo-cross de Conflans-Sainte-Honorine - 1971-1972 - Champion d'Allemagne de cyclo-cross - Schulteiss-Cup - Cyclo-cross de Hanovre-Hainholz - Cyclo-cross de Fribourg - Cyclo-cross de Cologne - Cyclo-cross de Conflans-Sainte-Honorine - Médaillé d'argent du championnat du monde de cyclo-cross - 1972-1973 - Champion d'Allemagne de cyclo-cross - Schulteiss-Cup - Cyclo-cross de Magstadt - Cyclo-cross de Soumagne (avec Frans Verbeeck) - Cyclo-cross de Mazé - Cyclo-cross de Herzogenbuchsee - Médaillé de bronze du championnat du monde de cyclo-cross - 1974-1975 - Cyclo-cross de Valladolid - Cyclo-cross de Amorebieta - 8e du championnat du monde de cyclo-cross |  |

## Palmarès sur piste
| - 1959 - 3e du championnat d'Allemagne de poursuite amateurs | - 1968 - 2e des Six jours de Berlin (b) (avec Klaus Bugdahl) |  |

## Distinction
En 2002, Rolf Wolfshohl fait partie des coureurs retenus dans le Hall of Fame de l'Union cycliste internationale.